# Cuora bourreti
Cuora bourreti là một loài rùa trong họ Emydidae. Loài này được Obst & Reimann miêu tả khoa học đầu tiên năm 1994.

## Phân bố
Loài rùa này sinh sống ở các tỉnh miền Trung Việt Nam (Nghệ An, Hà Tĩnh, Quảng Bình, Thừa Thiên-Huế, Đà Nẵng, Quảng Nam và Kon Tum), cũng như từ các tỉnh liền kề tại Savannakhet, Lào. Chúng sinh sống ở độ cao tối thiểu 300 mét đến độ cao tối đa là 1.800 mét.

## Mối đe dọa
Có rất nhiều mối đe dọa đối với loài này, trong đó mối đe dọa chính là bộ sưu tập để buôn bán. Loài rùa này có nhu cầu buôn bán cao trên thị trường buôn bán vật nuôi quốc tế và thương mại tiêu dùng châu Á như các loài rùa khác. Việc thu thập rùa thông qua việc sử dụng chó đã được huấn luyện hoặc đôi khi là dính bẫy cũng như tận dụng những cuộc gặp gỡ bình thường khi đang đi thu thập các loại lâm sản để thu thập rùa. Loài rùa này cùng các loài khác, bất kể loài nào, đều bị thu thập bất hợp pháp dù có được bảo vệ hoặc thậm chí ở trong các khu bảo tồn hoặc khu vực được bảo vệ. Rùa thu thập được buôn bán, hầu hết là bất hợp pháp, thông qua mạng lưới thương lái địa phương trước khi xuất khẩu hoặc tiêu thụ tại địa phương. Giá trị kinh tế ngày càng tăng đã đảm bảo rằng áp lực săn bắt được duy trì mặc dù loài này ngày càng hiếm. Mất và suy thoái môi trường sống được coi là một mối đe dọa đáng kể nhưng cục bộ hơn đối với loài này.

## Môi trường sống và tập tính
Loài rùa này thường sống ở rừng rậm, ẩm ướt, thường xanh tán lá kín, thường ở độ cao từ 300 đến 700 m. Đây là một loài rùa cạn nên chúng không có liên hệ gì với các dòng sông, suối trên các ngọn đồi, núi. Loài rùa này là một loài rùa có kích thước trung bình, chiều dài mai lên tới 19–20 cm với trọng lượng khoảng 800 đến 1.200 g. Con đực và con cái đạt kích thước tương đương nhau. con non có kích thước khoảng 45–50 mm và nặng 15–24 g. Chỉ có các thông tin về chế độ ăn uống, tăng trưởng và sinh sản bắt nguồn từ các cá thể được nuôi nhốt, gần với phạm vi tự nhiên của loài hoặc trong các điều kiện nuôi nhốt được thao tác nhân tạo như hồ cạn được biết ở loài này. Tăng trưởng chậm chạp (10-15 tuổi) cùng với mức sinh sản thấp dẫn đến dân số của loài này thấp. Kể cả trong điều kiện nuôi nhốt, mỗi năm cũng chỉ có thể để một lứa trứng từ 1–3 quả trứng lớn. Ở Vườn Quốc gia Cúc Phương, nơi một nhóm nhỏ được duy trì như đã kể trên. Kích thước ly hợp tương tự của 1-3 quả trứng đã được báo cáo từ những động vật nuôi nhốt lâu dài được nuôi ở châu Âu và Bắc Mỹ.

## Bảo tồn
Loài rùa này đã được liệt kê trong Phụ lục II của Công ước CITES (Giống như Cuora galbinifrons) theo Tiêu chí B i và B ii. Bằng cách thông qua nhất trí tại CoP 11 (CoP11 Dự luật 36), có hiệu lực vào ngày 19 tháng 7 năm 2000. Sau đó nó được đưa vào danh sách bởi sự đồng thuận để Phụ lục I tại CoP 18 năm 2019 và việc niêm yết có hiệu lực vào ngày 26 tháng 11 năm 2019. Một hạn ngạch không được đối với Cuora galbinifrons (bao gồm bourreti và picturata như phân loài) tại COP16, có hiệu lực từ ngày 12 tháng 6 năm 2013. Cuora bourreti được bảo vệ khỏi khai thác thương mại ở Việt Nam với tư cách là loài quý, hiếm và nguy cấp được bảo vệ ưu tiên theo Nghị định 160/2013 / NĐ-CP của Chính phủ. Ở Lào, loài này bị cấm săn bắt bất kể mùa gì trong năm của Luật Động vật hoang dã và các loài thủy sinh. Chi Cuora, bao gồm cả Cuora bourreti, được bao gồm trong Phụ lục B của Quy định số của Ủy ban EU. 709/2010 (sửa đổi Quy định 338/97 của EC), trong đó yêu cầu quốc gia nhập khẩu phải cấp giấy phép nhập khẩu tương ứng trước khi lô hàng của loài này có thể vào Liên minh Châu Âu. Bảo tồn môi trường sống, dưới dạng Vườn quốc gia, Khu bảo tồn đặc biệt và các khu bảo tồn khác, được thực hiện trên phần lớn phạm vi của loài rùa này, và một số hồ sơ về những con rùa này có nguồn gốc từ bên trong các khu bảo tồn. Tuy nhiên, việc chỉ định là khu bảo tồn không nhất thiết dẫn đến các hạn chế hiệu quả ngăn chặn đối với việc thu thập rùa và các 'lâm sản' khác, và bản thân các khu bảo tồn không đủ để bảo vệ các quần thể còn tồn tại của loài trong môi trường sống tự nhiên của nó.

## Dân số
Không có con số thống kê cụ thể hoặc chính xác về quy mô dân số của loài này, chỉ có một số báo cáo về con số mang tính tương đối. Đó là dấu hiệu cho thấy cần có một cuộc tìm kiếm rộng rãi và đầy đủ hơn để bắt gặp được nhiều hơn. Trong các cuộc khảo sát thực địa ở CHDCND Lào vào năm 1993–1999, tỷ lệ bắt gặp theo thứ tự là một con rùa mỗi ba tháng trên thực địa và sẽ ngắn hơn khi sử dụng các cá thể chó săn được huấn luyện để tìm rùa ngay tại môi trường sống của nó. Rất nhiều công việc khảo sát đã được thực hiện tại Việt Nam từ năm 2009–2012 tập trung vào việc xác định phạm vi và môi trường sống ưu tiên cho phân loài của chúng với trọng tâm là hai phân loài Cuora bourreti bourreti và Cuora bourreti pictureurata. Thông qua một số các cuộc phỏng vấn đối với những người thu thập và săn bắt rùa thì số lượng thu thập và bắt được đã giảm đáng kể trong phạm vi phân bố của chúng trước đây, một số thợ săn nó rằng các đây từ 7 đến 15 năm thì loài này khá phổ biến nhưng hiện nay chúng ngày càng khó tìm hơn. Trong các đợt khảo sát vào năm 2006 tại và xung quanh Khu bảo tồn thiên nhiên sông Thanh, tỉnh Quảng Nam, những người thợ săn địa phương lúc bấy giờ cho rằng số lượng của loài đã bị cạn kiệt nghiêm trọng, từ khả năng bắt được 20 con / ngày vào giữa những năm 1990 xuống chỉ còn vài con / tuần vào năm 2006. Tuy nhiên, giá trị kinh tế của loài này ngày càng tăng vào năm 2012 lên mức trung bình là 15 USD / kg là mức tăng so với năm 2006, khi các cuộc điều tra tìm thấy giá trị trung bình là 9 đô la Mỹ khi được bán tại địa phương thu thập được. Các báo cáo đã cho thấy số lượng quần thể suy giảm, trong khi đó giá bán lại càng tăng cao đã được ghi nhân thông qua các cuộc phỏng vấn trên khắp các phạm vi của loài ở Việt Nam. Hầu hết các cá thể thu thập được đều được chuyển sang Trung Quốc cho nhu cầu về Y học cổ truyền, nơi loài này hiện đạt giá 150 đô la, so với cái giá 20 đô la vào năm 2005.

## Hình ảnh

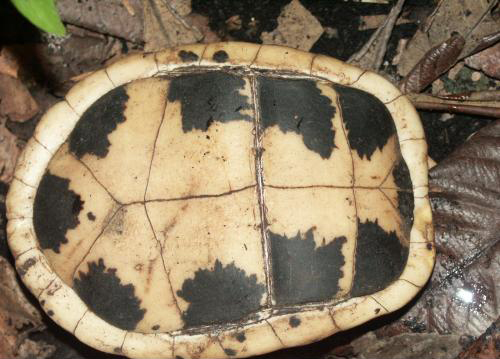
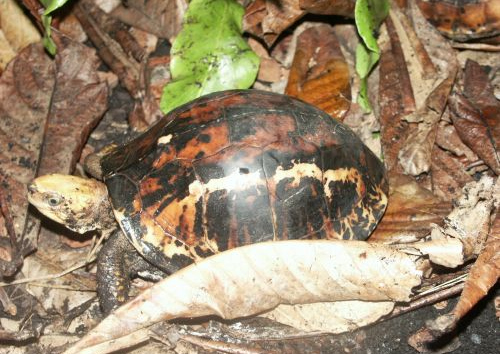
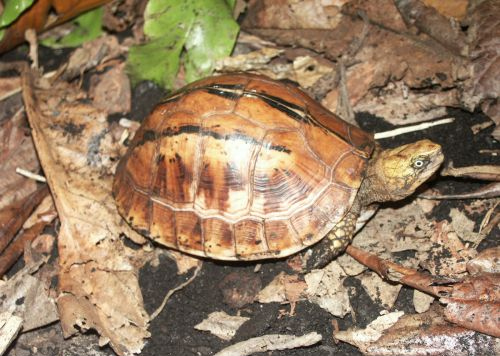